# Strimpärlstånds
Strimpärlstånds (Senecio herreianus) är en krypväxt med blad i form av kulor och som ursprungligen kommer från Sydvästafrika. En vanlig svensk synonym är ärter på tråd.

## Synonymer
Curio herreianus (Dinter) P.V.Heath
Kleinia herreiana (Dinter) Merxm